# Mel i Sucre
Mel i Sucre és una revista local d'actualitat, que s'edita a Sant Joan (Mallorca). És mensual i començà a publicar-se el juny de l'any 1980 com a butlletí de l'Obra Cultural Balear. Forma part de l'Associació de la Premsa Forana de Mallorca.

## Recorregut

### Inicis
Durant la primera etapa els subscriptors de la revista també eren membres de l'Obra Cultural Balear (OCB). La publicació comptava amb seccions fixes dedicades a notícies locals i diverses col·laboracions sobre temes com cultura popular, història local, medi ambient i poesia, a més de col·laboracions ocasionals. Amb un tiratge inicial de 70 exemplars, la revista coexistia amb la revista Sant Joan. Entre les seccions destacaven «Aquest mes fa», «Apunts de flora i Bestiari».
El 4 de gener de 1983, en una assemblea extraordinària de l'OCB, es va decidir continuar amb la publicació del butlletí informatiu durant aquell any, amb l'objectiu de fer el dipòsit legal i inscriure la revista a Premsa Forana. A més, el tiratge es va ampliar a 100 exemplars, que van augmentar a 150 a finals de 1984. També es va sol·licitar un número de dipòsit legal, que es va establir de manera definitiva a partir del número 81. Al número de gener de 1985, la revista va informar sobre la iniciativa de l'OCB de Sant Joan per instal·lar un repetidor manual per rebre TV3, acció va convertir la delegació de Sant Joan de l'OCB en pionera en la recepció de televisió en català a les Illes Balears.

### Consolidació
L'associació amb l'Associació de Premsa Forana de Mallorca (APFM) va ser un element clau per consolidar les expectatives, regularitzar les col·laboracions i millorar la qualitat de la revista. A partir del número 67, de gener de 1986, el logotip de l'APFM apareix a la coberta, simbolitzant aquesta aliança. El tiratge va augmentar fins als 300 exemplars el març de 1987.
També es van establir col·laboracions amb campanyes del Consell de Mallorca, que també va proporcionar subvencions i publicitat per a la revista. Al número 97, de juliol de 1988, es va formar per primera vegada un consell de redacció. El tiratge va augmentar a 400 exemplars, i ocasionalment s'hi van incloure anuncis comercials. La revista va destacar per la seva col·laboració amb institucions com el Consell Insular de Mallorca, i va continuar ampliant els seus continguts amb noves seccions i temes variats, des de la cultura fins a la política local. Durant els anys següents, es van introduir monografies i la publicació es va professionalitzar progressivament amb l’ús de noves tecnologies i millores en la impressió.
Durant la primera dècada dels 2000 Mel i Sucre va recuperar els vincles amb l'Obra Cultural Balear (OCB) i es celebrà la trobada de revistes de premsa forana a Porreres, centrada en la digitalització de les publicacions. El juliol de 2004 es va fundar l'Associació Mel i Sucre per gestionar la revista, substituint la delegació de l'OCB. El número 300, publicat el juny de 2005, va celebrar aquest assoliment amb nombroses col·laboracions especials.

### Actualitat
El juny de 2016 va marcar el final d'una època per a la revista, tal com es va anunciar a la portada com el tancament d'un cicle. No obstant això, només un mes després, al juliol, un grup de joves va aconseguir unir esforços per revitalitzar la publicació, continuant amb la numeració on s'havia quedat.

## Premis
A la quarta edició dels Premis Premsa Forana, celebrada el 27 de juny de 1987 a Cala Millor, la sèrie «Bestiari» va obtenir el segon premi.
El 1988, la publicació va rebre el Premi d'Honor als V Premis Premsa Forana pel reportatge «Conversa amb Amador Jaume». L'entrevista fou reproduïda a la revista Lluc i se'n va fer ressò també el diari La Vanguardia.
Als VI Premis Premsa Forana de 1989, la revista va ser guardonada per l'article «Lenta pèrdua del nostre patrimoni arquitectònic i urbanístic», posant en relleu la seva tasca de divulgació cultural i patrimonial.